# Usjatjy
Usjatjy (vitryska: Ушачы) är en köping i Vitryssland.   Den ligger i distriktet Usjatskі Rajon och voblasten Vitsebsks voblast, i den norra delen av landet, 160 km norr om huvudstaden Horad Mіnsk. Usjatjy ligger 148 meter över havet och antalet invånare är 6 030.

## Natur och klimat
Terrängen runt Usjatjy är platt, och sluttar norrut. Runt Usjatjy är det glesbefolkat, med 13 invånare per kvadratkilometer.. Det finns inga andra samhällen i närheten. 
Omgivningarna runt Usjatjy är en mosaik av jordbruksmark och naturlig växtlighet.  Trakten ingår i den hemiboreala klimatzonen. Årsmedeltemperaturen i trakten är 3 °C. Den varmaste månaden är juli, då medeltemperaturen är 18 °C, och den kallaste är februari, med −12 °C.